# اووچار بانیا
اووچار بانیا (به صربی: Ovčar Banja) یک روستا در صربستان است که در Moravica District واقع شده‌است.
 اووچار بانیا ۰٫۳۵ کیلومتر مربع مساحت و ۱۲۲ نفر جمعیت دارد و ۲۷۸ متر بالاتر از سطح دریا واقع شده‌است.